# École médico-chirurgicale de Lisbonne
L'École médico-chirurgicale de Lisbonne était une institution de l'enseignement supérieur en médecine et pharmacie à Lisbonne (Portugal), créée en 1836 par le gouvernement Manoel Passos,  par la transformation du Collège royal de chirurgie.

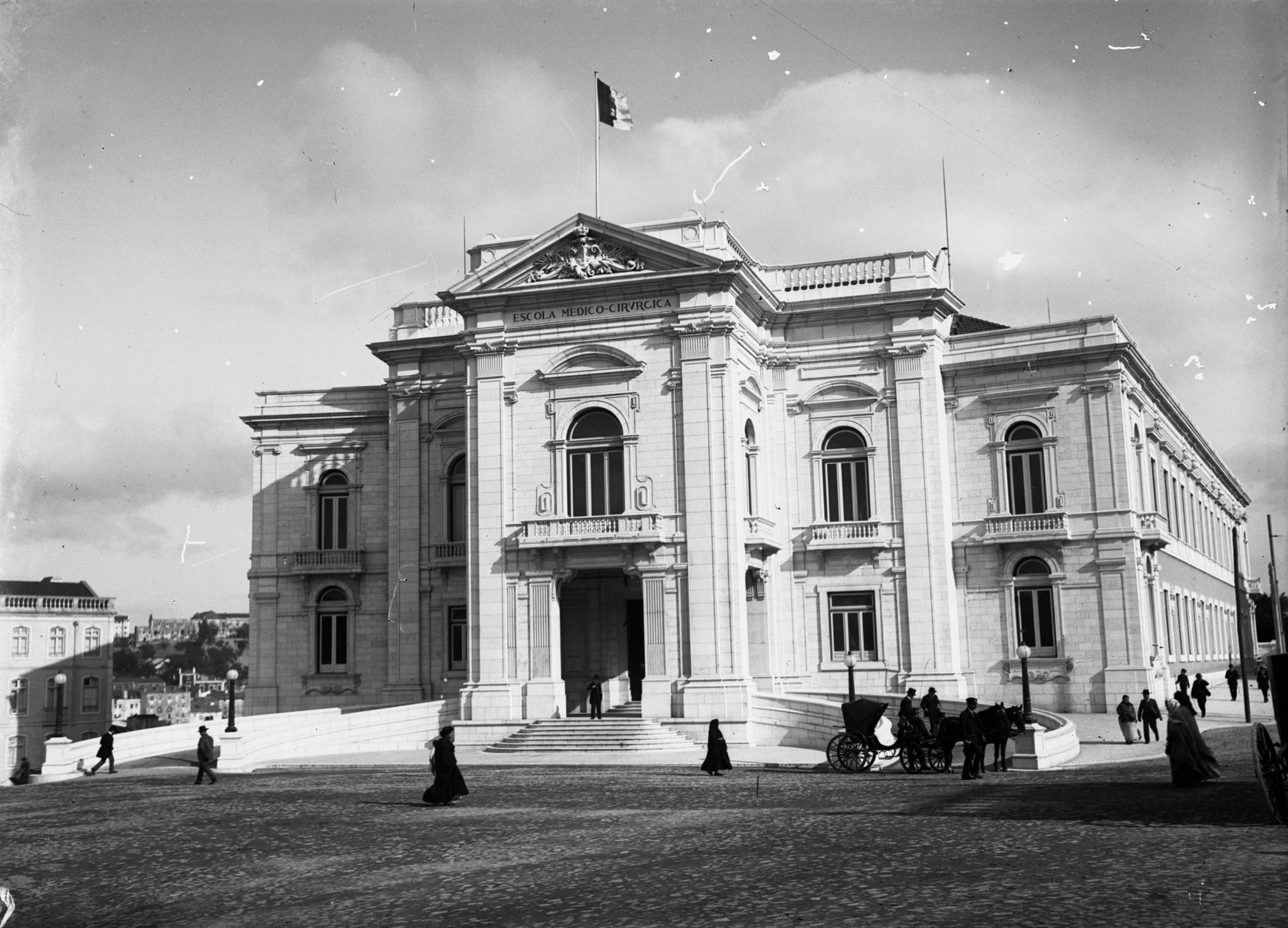
Le siège de l'école vers 1900.

On y enseigna la médecine et la pharmacie dans la ville de Lisbonne depuis sa fondation jusqu'en 1911 ; l'institution fut par la suite transformée en Faculté de médecine (pt) ; on y suivit l'enseignement des sciences pharmaceutiques jusqu'en 1918. Cette école est l'ancêtre direct des Facultés de médecine et de Pharmacie actuelles de l'Université de Lisbonne.